# Phytoecia merkli
Phytoecia merkli är en skalbaggsart som beskrevs av Ludwig Ganglbauer 1884. Phytoecia merkli ingår i släktet Phytoecia och familjen långhorningar. Inga underarter finns listade i Catalogue of Life.